# Ançoátegui
Ançoátegui (em castelhano: Anzoategui) é um dos estados da Venezuela.

## Municípios
1. Anaco (Anaco)
2. Aragua (Aragua de Barcelona)
3. Diego Bautista Urbaneja (Lechería)
4. Fernando de Peñalver (Puerto Píritu)
5. Francisco del Carmen Carvajal (Valle de Guanape)
6. Francisco de Miranda (Pariaguán)
7. Guanta (Guanta)
8. Independencia (Soledad)
9. José Gregorio Monagas (Mapire)
10. Juan Antonio Sotillo (Puerto la Cruz)
11. Juan Manuel Cajigal (Onoto)
12. Libertad (San Mateo)
13. Manuel Ezequiel Bruzual (Clarines)
14. Pedro María Freites (Cantaura)
15. Píritu (Píritu)
16. San José de Guanipa (San José de Guanipa / El Tigrito)
17. San Juan de Capistrano (Boca de Uchire)
18. Santa Ana (Santa Ana)
19. Simón Bolívar (Barcelona)
20. Simón Rodríguez (El Tigre)
21. Sir Artur McGregor (El Chaparro)